# Bacatá

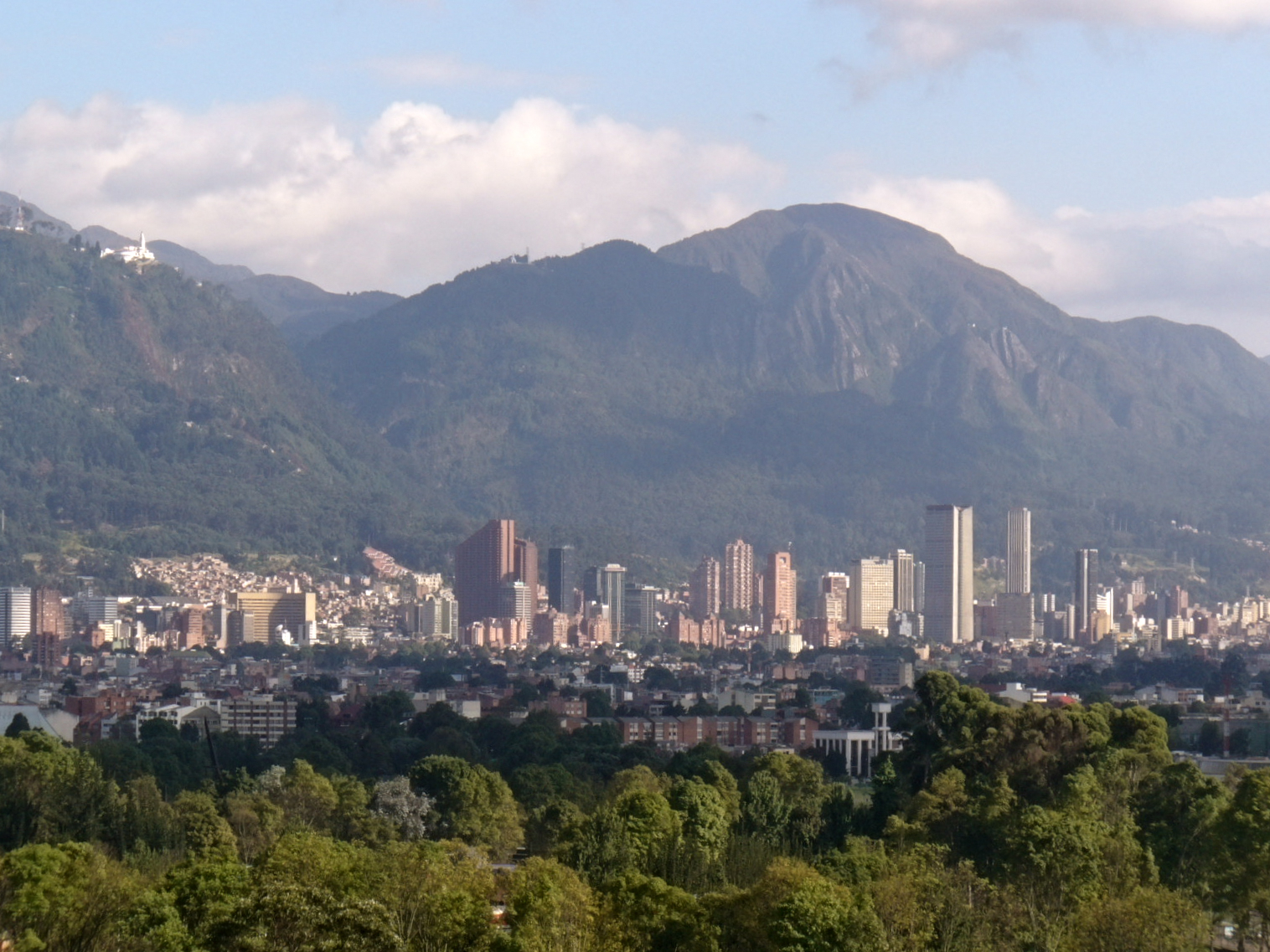
Vista panoràmica de la capital de Colòmbia, Bogotà, ciutat situada en part del territori conegut pels muiscas com Bacatá.

Bacatá va ser el principal assentament de la Confederació Muisca a la sabana de Bogotà, un dels cinc Zybyn que conformaven el territori del Zipazgo. La seva capital era l'Uta de Funza, anomenada també Muyquyta (o Muequetá), que al seu torn era la capital del Zipazgo. El territori del Zybyn de Bacatá comprenia bona part de l'actual Sabana de Bogotà, i de la paraula Bacatá prové el nom de l'actual ciutat de Bogotà, capital de Colòmbia. El conqueridor espanyol Gonzalo Jiménez de Quesada va fundar al territori de Bacatá la ciutat de Santafé de Bogotà el 6 d'agost de 1538, capital del Nova Granada, i posteriorment del Virregnat de Nova Granada.
El Zybyn de Bacatá era el de major importància en el Zipazgo, no només pel nombre d'Uta adscrits al seu domini, sinó també perquè Funza, la seva capital, era la residència oficial i seu de govern del Zipa, suprem governant del Zipazgo.
Els habitants del Zipazgo van ser anomenats genèricament pels espanyols com "bacataes", a causa de la importància polític-administrativa d'aquest territori. També el Zipa va ser anomenat, ocasionalment, "Bacatá".

## Etimologia
La paraula Bacatá significa en muysccubun (idioma muisca), "fora del conreu", i es compon dels termes bac, fac, o faqui (lloc extern) i ta (conreu, horta o sementera), Segons altres versions, Bacatá significa "rematada o límit del conreu".
Muyquyta (o Muequetá) vol dir "conreu del camp", i era un altre nom de l'Uta de Funza. La paraula Muyquyta es compon dels termes «muyquy» (camp) i «ta» (conreu, horta o sementera).
Segons alguns autors, Bacatá va ser el nom donat a Muyquyta (Funza) per diferenciar-ho del poblat espanyol, anomenat Santafé, i seria posteriorment quan s'unirien els dos noms a "Santafé de Bogotà".

## Territori

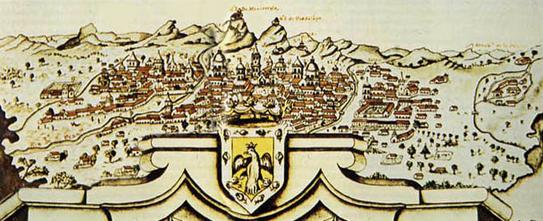
Detall del mapa de la ciutat colonial de Santafé de Bogotà, elaborat per José Aparicio Morato en 1772. La ciutat de Bogotà, capital de Colòmbia, va ser construïda sobre el territori muisca del Zybyn de Bacatá, la capital del qual, Funza (o Muyquyta), era també la capital del Zipazgo.

Les Uta adscrites al Zybyn de Bacatá eren:
- Funza (Muyquyta)
- Chía
- Engativá
- Fontibón
- Facatativá
- Tenjo
- Subachoque
- Tabio
- Cota
- Cajicá
- Zipaquirá
- Nemocón
- Bosa
- Zipacón
- Soacha